# Bjørnøya
Bjørnøya (lit. isla del Oso) es una pequeña isla habitada del archipiélago noruego de las islas Svalbard y administrada por esta, en los límites de los mares de Noruega y Barents. Considerado como territorio dependiente de Noruega.

## Historia
Aunque puede ser que los navegantes de la época vikinga la conocieran, no fue descubierta oficialmente sino hasta el 10 de junio de 1596 por Willem Barents y Jacob van Heemskerk en su tercera expedición. Llamó a esta isla "Vogel Eylandt", "isla de los pájaros" en español. Steven Bennet realizó una exploración más detallada en 1603 y 1604, y constató la entonces rica población de morsas. Otra versión de su nombre se debe a un oso polar que fue visto nadando cerca. A partir de principios del siglo XVII, la isla se utilizó principalmente como una base para la caza de morsas y especies de foca. Los huevos de las aves marinas se recolectaron de las grandes colonias de aves hasta 1971.
La isla era considerada terra nullius hasta que por el Tratado de Svalbard de 1920 se dispuso bajo soberanía noruega.
A pesar de su remota ubicación y la naturaleza estéril, la isla ha sido testigo de las actividades comerciales durante siglos, tales como minería del carbón, pesca y caza de ballenas. Sin embargo, los asentamientos no han durado más de unos pocos años, y la isla del Oso ahora está habitada por aproximadamente nueve personas, que trabajan en la estación meteorológica Herwighamna.
Durante la Segunda Guerra Mundial se produjeron importantes batallas navales cerca de la isla. El 31 de diciembre de 1942, el HMS Sheffield hundió al  destructor germano Friedrich Eckoldt en la llamada batalla del mar de Barents. El 26 de diciembre de 1943 se hundió en combate el crucero pesado germano Scharnhorst.
En 2002, junto a las aguas adyacentes, fue declarada reserva natural.

## Geografía

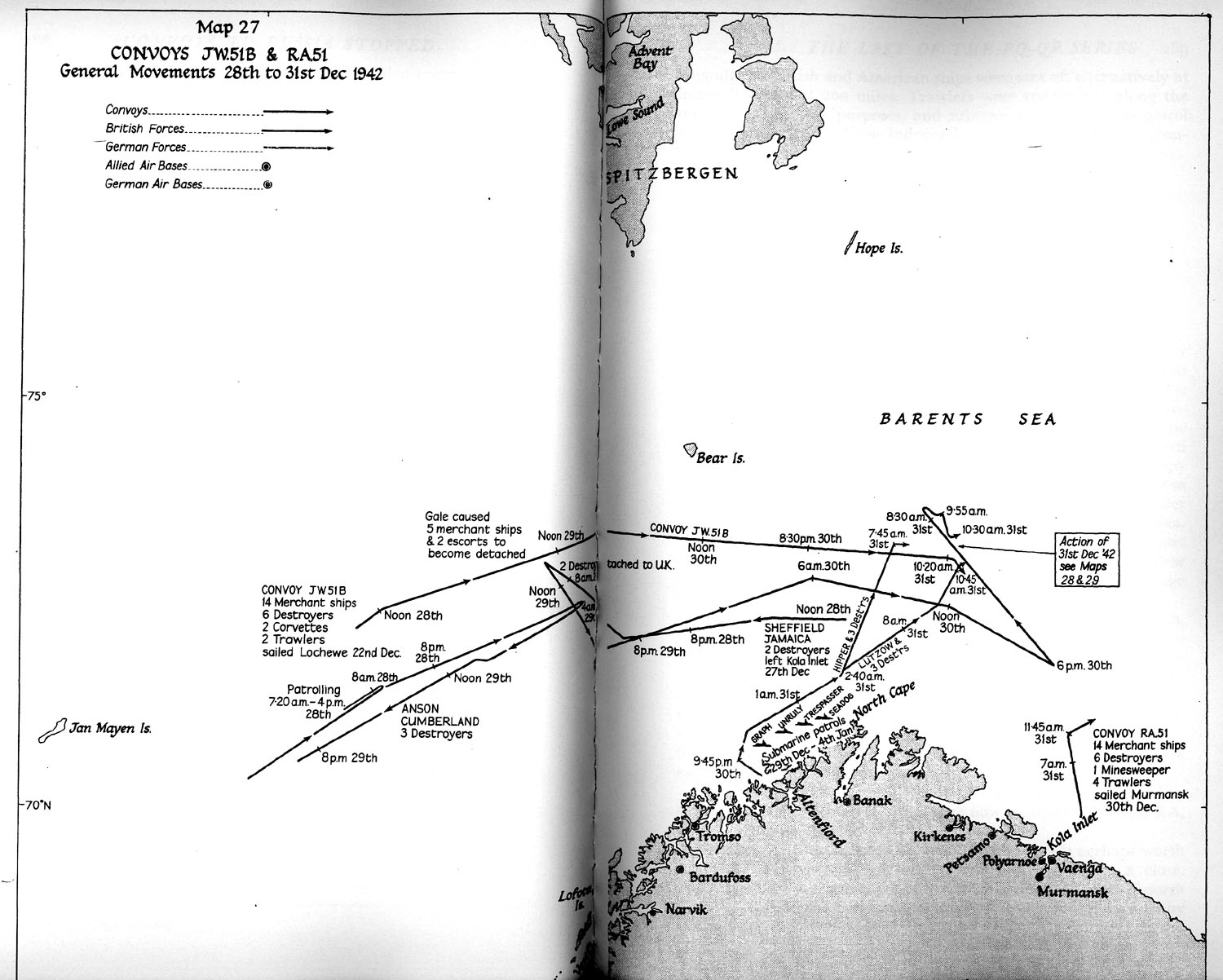
Mapa de ubicación de la batalla del mar de Barents (la Isla del Oso en el centro)

La isla se localiza en los límites de los mares de Noruega y Barents, aproximadamente a medio camino entre la isla de Spitsbergen y el cabo Norte. Tiene una superficie de 178 km².